# Shinnosuke Nakatani
Shinnosuke Nakatani (født 24. marts 1996) er en japansk fodboldspiller, som spiller for den japanske fodboldklub Nagoya Grampus.